# Sandnes kommun
Sandnes kommun (norska: Sandnes kommune) är en kommun i landskapet Jæren i Rogaland fylke i sydvästra Norge. Staden Sandnes utgör kommunens centralort.
Sandnes kommun bildar tillsammans med kommunerna Stavanger, Randaberg och Sola regionen Nord-Jæren. Inom denna finns tätortsområdet Stavanger/Sandnes, med totalt 213 303 invånare (2016).

## Administrativ historik
Sandnes kommun upprättades den 6 april 1861 genom utbrytning ur Høylands kommun. Kommunen omfattade då staden Sandnes och hade 440 invånare vid upprättandet.
Den 1 juli 1957 överfördes ett bebott område (med 18 invånare) från Høylands kommun till Sandnes kommun.
Den 1 januari 1965 gick Høylands kommun, tillsammans med delar av kommunerna Hetland (Riska socken och Dale krets) och Høle (huvuddelen förutom Oltesviks krets), upp i Sandnes kommun. Kommunen ökade då från 3 961 invånare före sammanslagningen till 27 317 invånare efter.
Den 1 januari 2020, i samband med kommunreformen i Norge, gick huvuddelen av Forsands kommun upp i Sandnes kommun.

Forsands kommunvapen från 1988.

## Tätorter
I Sandnes kommun finns nio tätorter:
- Forsand
- Hommersåk
- Høle
- Kvernaland (huvudsakligen i Klepps och Time kommuner)
- Malmheim
- Stavanger/Sandnes (huvudsakligen i Stavangers kommun, omfattar centralorten Sandnes)
- Sviland
- Vatne
- Ålgård/Figgjo (huvudsakligen i Gjesdals kommun)

## Socknar
Inom Norska kyrkan är Sandnes kommun indelad i tio socknar:
- Bogafjells socken
- Forsands socken
- Gands socken
- Ganddals socken
- Hana socken
- Høle socken
- Høylands socken
- Lura socken
- Riska socken
- Sandnes socken

Socknarna ingår i Sandnes prosteri i Stavangers stift.
2024 bildades Ganddals socken genom utbrytning ur Gands socken.
Utöver dessa territoriella församlingar finns även en icke-territoriell församling, Bymenighetens socken.

## Bilder

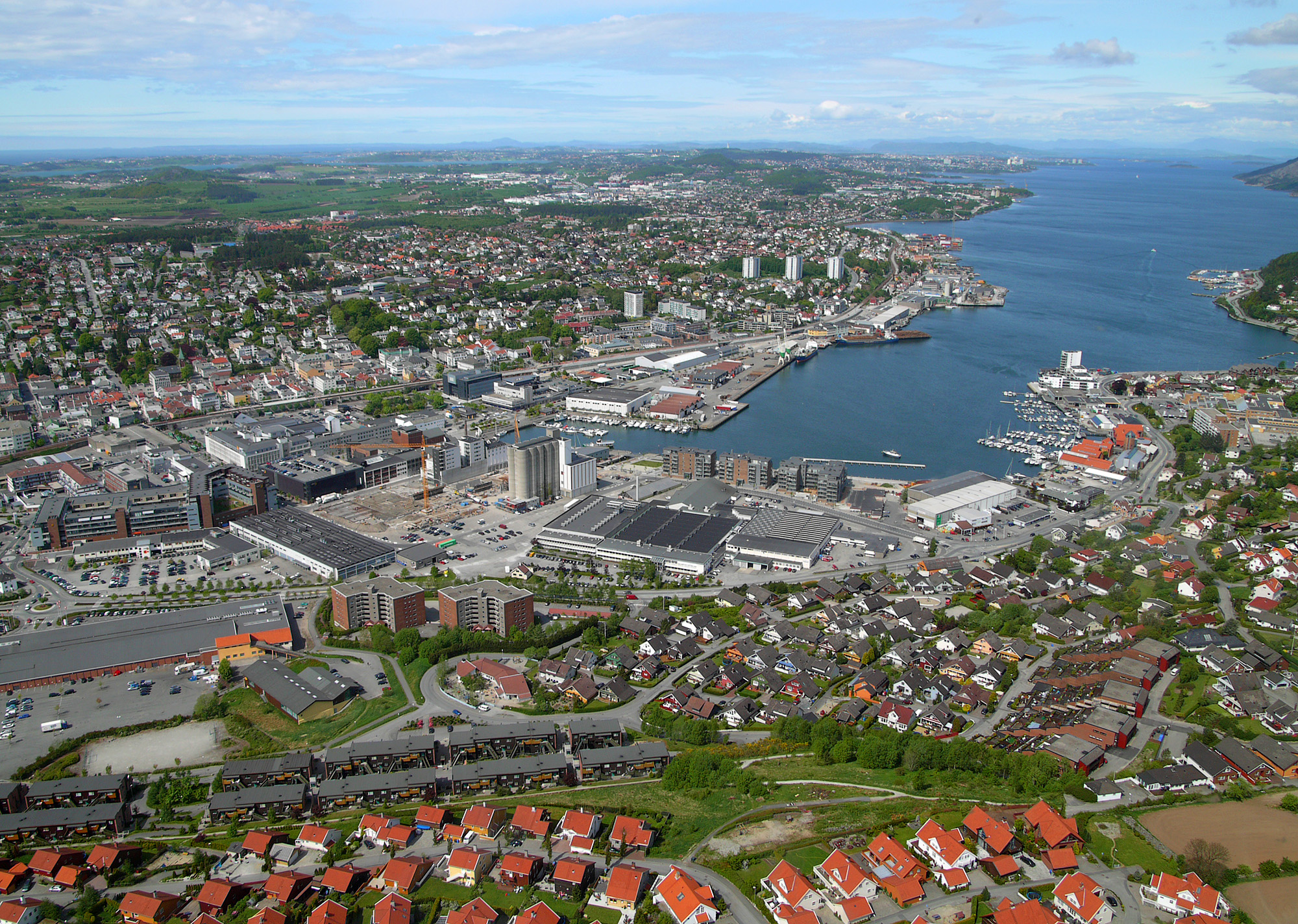
Sandnes.
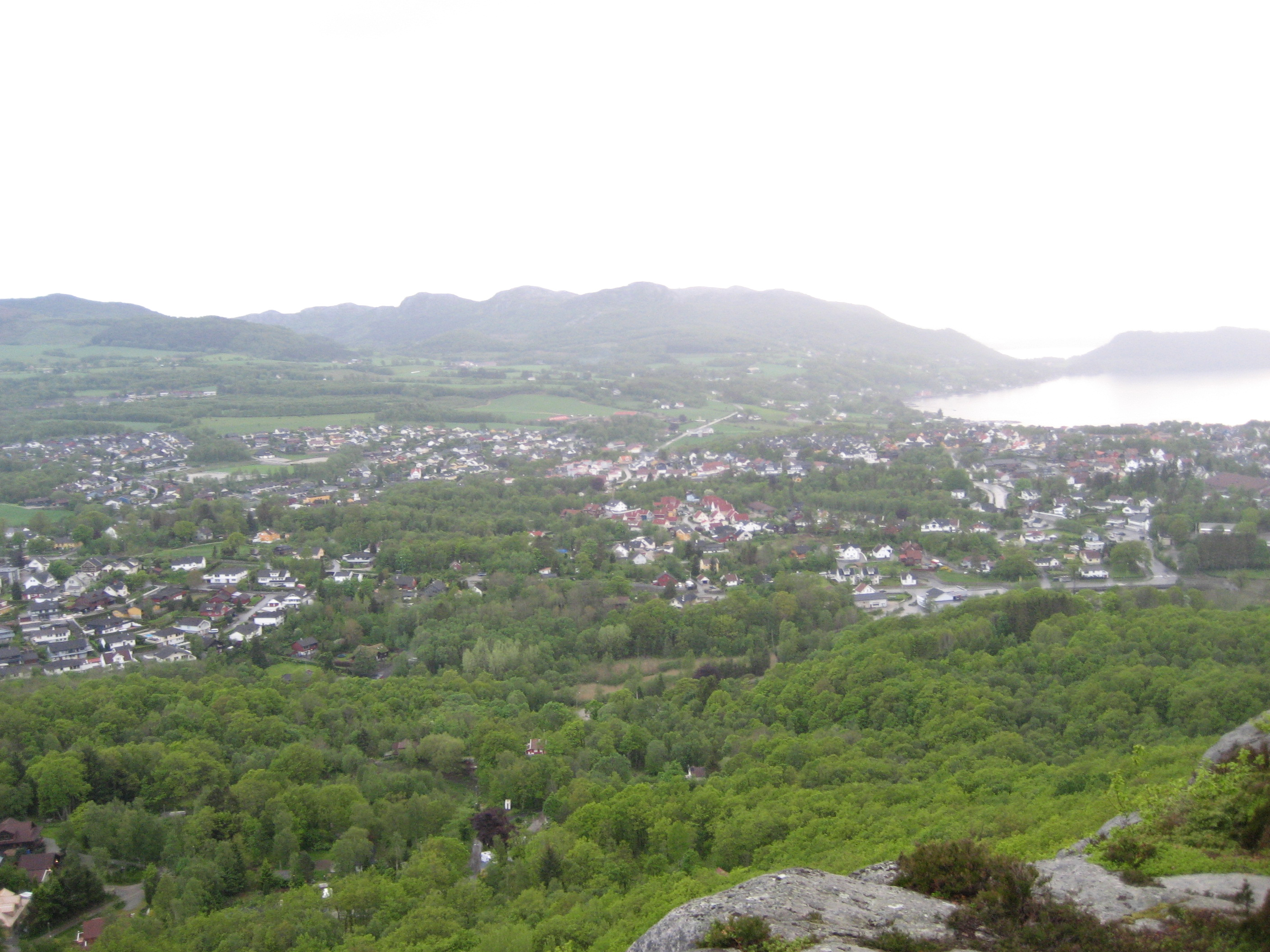
Hommersåk.
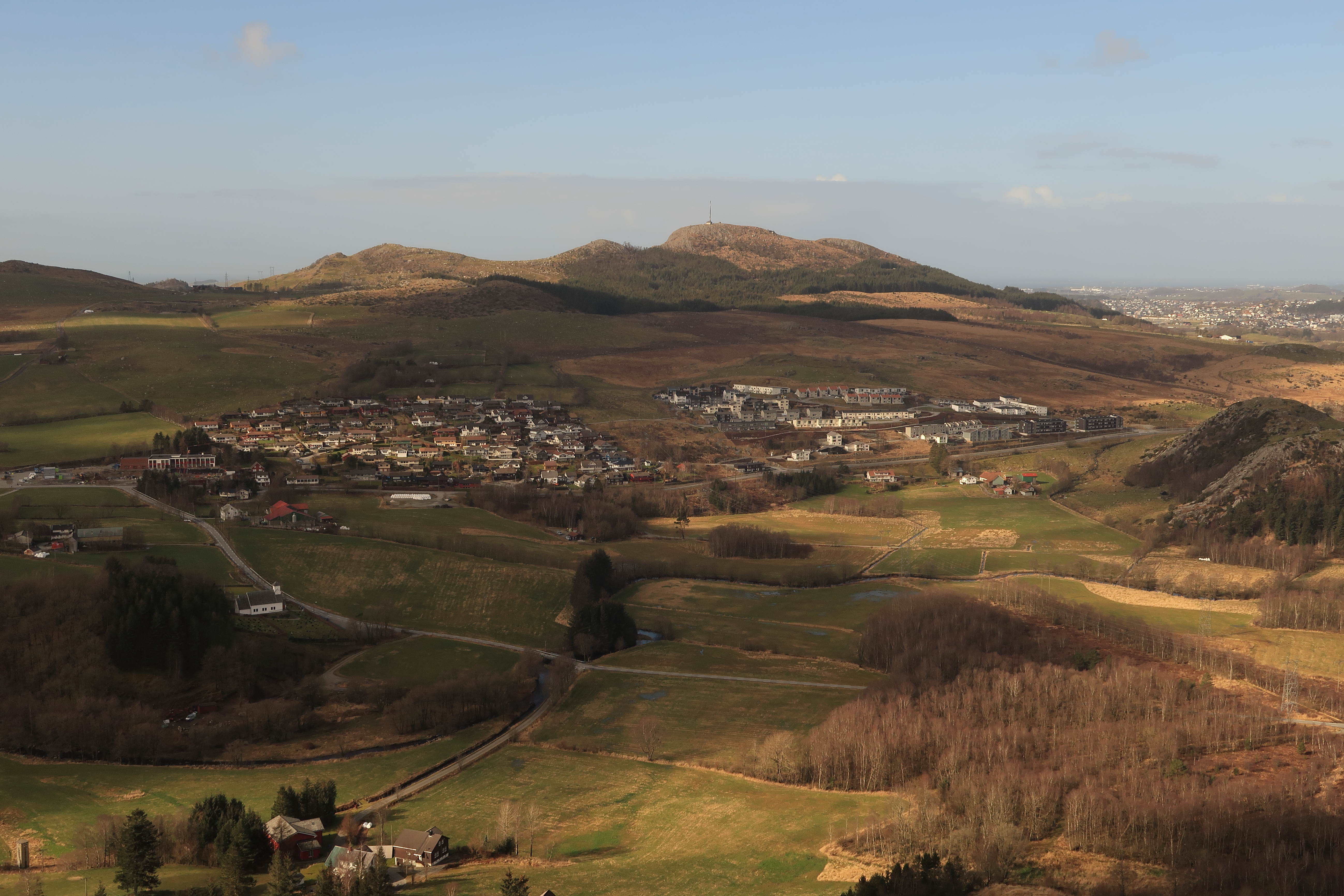
Sviland.